# Ирис (конфеты)
Ири́с — помадная масса, получаемая при уваривании сгущённого молока с сахаром, мелассой (патокой) и жиром (сливочным или растительным маслом либо маргарином). В порционном виде продаётся как конфеты.

## Название
Считается, что название «ирис» дал партии молочных конфет работавший в Петербурге начала XX века французский кондитер Морна, или Морнас, заметивший сходство их рельефа с лепестками и́риса.
В России также были известны как «тянучки»  .

## Виды ириса
При варке в ирис нередко добавляются ароматизаторы и загустители: мука, соевый белок, кунжут, дроблёный арахис и т. д. Ирис бывает с начинкой и покрытый глазурью.
По способу изготовления ирисной массы различают ирис литой и тиражённый. По структуре и консистенции делится на следующие виды:
- Литой полутвёрдый («Золотой ключик»).
- Тиражённый.
- Полутвёрдый.
- Мягкий.
- Тягучий («Кис-кис», «Тузик»).

Шоколадный или ванильный ирис в англоязычных странах называется фадж (fudge). Из Польши происходят мягкие молочные конфеты на основе ириса — «Коровка». В США очень популярны ириски с морской водой родом из Атлантик-Сити, Нью-Джерси.
Более мягкая смесь сахара и молока, содержащая значительно бо́льшее количество воды, известна как «варёнка», то есть варёное сгущённое молоко.

## Изготовление
В Советском Союзе получили распространение мелкие конфеты в обёртке — ириски. Процесс изготовления состоит из последовательного добавления и нагревания ингредиентов в варочном котле и уваривания до конечной температуры 120—130 °C, в результате которой смесь всё ещё остаётся достаточно жидкой. Готовую смесь охлаждают на охлаждающем столе с водяной рубашкой приблизительно до 60 °C.
После остужения смесь становится достаточно густой и невязкой, чтобы её можно было поместить в специальный аппарат, из которого выходит жгут ирисной массы определённой толщины. Готовый жгут поступает непосредственно в ирисозавёрточную машину, где он разрезается и заворачивается в этикетку.
После оборачивания продукция охлаждается в специальных туннелях, после чего отправляется в сушилку, где при температуре около 38 °C происходит кристаллизация, за счёт которой можно добиться требуемой консистенции готового продукта (к примеру, полутвёрдый ирис из тянучей массы). По форме ирис может быть параллелепипедный (кирпичик), квадратный и формованный (разлитый в произвольные формы).